# Bastion (kulle i Antarktis, lat -62,22, long -58,47)
Bastion är en kulle i Antarktis. Den ligger i Sydshetlandsöarna. Argentina, Chile och Storbritannien gör anspråk på området. Toppen på Bastion är 40 meter över havet.
Terrängen runt Bastion är kuperad åt nordväst, men österut är den platt. Havet är nära Bastion åt sydost. Trakten är glest befolkad. Närmaste befolkade plats är Commandante Ferraz Station, 15,3 kilometer norr om Bastion. 